# Distrito de Vechta
El Distrito de Vechta (en alemán: Landkreis Vechta) es un Landkreis ubicado al oeste de Baja Sajonia. Limita al noroeste con el distrito de Cloppenburg, al norte con el distrito de Oldemburgo, al este con el distrito de Diepholz y al sur y este con el distrito de Osnabrück.

## Composición territorial
(Habitantes a 30 de junio de 2005)
- Bakum, Municipio (5.712)
- Damme, Ciudad (16.162)
- Dinklage, Ciudad (12.631)
- Goldenstedt, Municipio (10.124)
- Holdorf, Municipio (6.505)
- Lohne, Ciudad (25.368)
- Neuenkirchen-Vörden, Municipio (8.045)
- Steinfeld, Municipio (9.437)
- Vechta, Ciudad (31.243)
- Visbek, Municipio (11.568)